# 国際経済学科
国際経済学科（こくさいけいざいがっか）とは、大学に置かれる学科の一つである。

## 概要と目的
国際経済学を教育研究することを目的としている。グローバル～～と名付けられた同内容の学科も増えてきている。
日本の大学で初めて国際経済学科を設置したのは中央大学経済学部である。当時はエネルギー問題や貿易問題などの表面化で経済学の分野における "国際化" が必要とされていた。 そのため社会のニーズを先取りする  "国際通なエコノミスト" の育成を目的として設置された。

## 国際経済学科を置く大学

### 国立
- 山口大学

### 公立
- 新潟県立大学(学部)

### 私立
- 東京国際大学
- 青山学院大学
- 専修大学
- 西南学院大学
- 東洋大学
- 中央大学
- 法政大学
- 立命館大学
- 近畿大学
- 龍谷大学
- 大阪産業大学
- 帝京大学
- 東京経済大学
- 福山大学